# Nikos Christodulidis
Nikos Christodulidis, gr. Νίκος Χριστοδουλίδης (ur. 6 grudnia 1973 w Jeroskipu) – cypryjski polityk i dyplomata, w latach 2014–2018 rzecznik prasowy rządu, od 2018 do 2022 minister spraw zagranicznych, od 2023 prezydent Cypru.

## Życiorys
W 1991 ukończył szkołę średnią w Pafos. Studiował m.in. nauki polityczne i ekonomię w Queens College w ramach City University of New York. Odbył studia podyplomowe z nauk politycznych na Uniwersytecie Nowojorskim i z dyplomacji na Uniwersytecie Maltańskim. W 2003 doktoryzował się na Uniwersytecie Narodowym im. Kapodistriasa w Atenach.
W latach 1999–2013 pracował w cypryjskiej dyplomacji. Był m.in. dyrektorem biura w resorcie spraw zagranicznych, zastępcą szefa misji dyplomatycznej w ambasadzie Cypru w Grecji i konsulem generalnym w Wielkiej Brytanii. W latach 2007–2010 wykładał na wydziale historii i archeologii Uniwersytetu Cypryjskiego.
Politycznie związany ze Zgromadzeniem Demokratycznym. W 2013 został dyrektorem biura dyplomatycznego w administracji prezydenckiej, a w 2014 dodatkowo rzecznikiem prasowym rządu. W lutym 2018, po uzyskaniu przez Nikosa Anastasiadisa prezydenckiej reelekcji, ogłoszono jego nominację na urząd ministra spraw zagranicznych. Stanowisko to objął 1 marca tegoż roku. Zrezygnował z tej funkcji w styczniu 2022.
W styczniu 2023 został wykluczony z DISY. W lutym tegoż roku kandydował w wyborach prezydenckich. Poparły go partie DIKO, EDEK, KA i DIPA. W pierwszej turze głosowania zajął pierwsze miejsce z wynikiem 32,0% głosów. W drugiej turze wygrał z Andreasem Mawrojanisem, otrzymując 51,9% głosów. Urząd prezydenta objął 28 lutego 2023.

## Odznaczenia
W 2021 odznaczony Krzyżem Wielkim Orderu Zasługi Rzeczypospolitej Polskiej.